# Carex argyrantha
Espèce
Classification phylogénétique
Carex argyrantha, le carex argenté, est une espèce de plantes du genre Carex et de la famille des Cyperaceae.
Bien que l'espèce ne soit pas menacée au niveau mondial, elle est susceptible d'être désignée menacée ou vulnérable au Québec.